# Albert Pujols
José Alberto Pujols Alcántara (16 januari 1980) is een voormalig Dominicaans-Amerikaans professioneel honkbalspeler. Hij speelde 22 seizoenen in de Major League Baseball voor de St. Louis Cardinals, de Los Angeles Angels en de Los Angeles Dodgers. Pujols speelde als eerste honkman en als aangewezen slagman. Pujols wordt beschouwd als één van de beste honkballers aller tijden.
In 2005, 2008 en 2009 werd Pujols uitgeroepen tot MVP van de National League, en hij mocht 11 keer meedoen met de All-Star Game.
In 2018 sloeg Pujols de 3000e honkslag in zijn carrière. Hij was de 32e MLB speler ooit die deze mijlpaal bereikte. In september 2022 sloeg hij zijn 700e homerun in de MLB, als vierde speler ooit in de MLB. In 2022 beëindigde hij zijn carriere. 

## Amateur Carrière
Na voortijdig zijn opleiding aan Fort Osage High School te hebben afgerond, ging Pujols honkballen voor de MCC Maple Woods Monarchs, een junior college team dat uitkomt in de NJCAA. In zijn eerste en enige seizoen bij de Monarchs speelde Pujols in 56 wedstrijden, waarin hij een slaggemiddelde van .466 behaalde, met 22 homeruns en 76 RBIs.

## Professionele Carrière

### Draft & Minor League
In de Major League Baseball-draft van 1999 werd Pujols in de 13e ronde, met de 402e keuze selecteerd door de St. Louis Cardinals. Hij werd mede zo laat in de draft gekozen omdat er twijfels waren over de positie waarop hij kon spelen. Ook waren scouts niet zeker of zijn bouw geschikt was voor een honkballer. Pujols sloeg het eerste voorstel van de Cardinals, met een tekenbonus van $10.000,-, af, maar tekende later alsnog toen de Cardinals de tekenbonus verhoogden naar $60.000,-.

### Major League Baseball

#### St. Louis Cardinals (2001-2011)
Voor het seizoen 2001 werd Pujols gepromoveerd naar de MLB. Op 2 april 2001 maakte Pujols zijn debuut tegen de Colorado Rockies. Hij was de eerste speler geboren in de jaren 80 die in de MLB speelde.

## Privé
In 2007 werd Pujols Amerikaans staatsburger. Hij scoorde een perfecte score van 100 bij zijn inburgeringstoets.